# Warhammer: Mark of Chaos
Warhammer: Mark of Chaos è un gioco strategico in tempo reale ispirato al gioco Warhammer Fantasy Battle, sviluppato dalla Black Hole Entertainment e pubblicato da Deep Silver e Namco.

## Trama
La storia segue due filoni diversi, ognuno con i propri eroi ed episodi. In uno si seguono le vicende di Stefan von Kessel, un capitano dell'Impero, nell'altra l'ascesa di Thorgar il Purosangue, un campione del Caos. Ognuna delle campagne si articola in quattro capitoli, ognuno composto da svariate missioni, alcune delle quali facoltative.

### Trama Imperiale
Il gioco è ambientato pochi anni dopo la morte dell'imperatore Magnus il Pio e l'invasione del Caos a Kislev. Gruppi di predoni si scontrano con le forze dei conti elettori (comandanti supremi degli eserciti imperiali). In una di queste battaglie si distingue il capitano (comandante in seconda) Stefan von Kessel, luogotenente del Conte Elettore del Talabecland Otto Gruber. Il capitano è discendente di una delle famiglie più potenti tra i conti elettori, caduta in disgrazia per il sospetto di pratiche pagane vicine all'ideologia del Caos; lui stesso porta una cicatrice, un marchio del Caos di cui si vergogna profondamente. Avvisato di un ingente esercito ostile in avvicinamento, il conte si prepara a fronteggiarlo ed invia von Kessel come diversivo ad attaccare un lontano baluardo del Caos, assegnandogli poche truppe e mezzi inadeguati. Nonostante l'estenuante marcia e i pronostici non proprio favorevoli, Stefan espunga la fortezza e accoglie numerosi volontari che arruola nella sua armata, ma a missione compiuta fa un'amara scoperta: il conte von Gruber si è lasciato corrompere dal Caos ed è ora parte della sua armata. Oramai rimasto senza vertici militari e privato del suo esercito, il Talabecland è totalmente indifeso e rimane solo Stefan ad opporsi...

### Trama del Caos
La campagna inizia nelle terre del Nord, dove un campione del Caos di nome Thorgar il Purosangue, che faceva parte della spedizione di Kul, il potente campione che aveva assediato Kislev qualche anno prima, vaga senza scopo apparente. Improvvisamente ha una visione: un globo di energia di chiara provenienza caotica gli dice di ripartire a Sud in cerca di gloria. Dopo alcune razzie, questo araldo degli dei gli impone di entrare in una caverna per affrontare le prove degli dei e scegliere un unico padrone. Dopo che Thorgar ne è uscito indenne l'araldo degli dei gli rivela che il corpo di Kul è stato nascosto dagli elfi su un'isola, e per ingraziarsi ulteriormente i demoni del Caos deve recuperarlo. Ma Thorgar non sa che Sudobaal, l'araldo degli dei, è in realtà uno stregone che vuole ingannarlo.

## Battaglie
La campagna è divisa in quattro capitoli per popolo, ha una trama fissa a tappe da seguire, e consente di giocare alternatamente due popoli (alti elfi e imperiali nella campagna umana; skaven e uomini del caos nella campagna del caos) per campagna.
Ogni eroe ha la sua lista di poteri magici e bisogna scegliere quali usare (e quanto potenziarli) in caso di combattimento contro soldati nemici, in caso di duello contro un eroe avversario o in sostegno ad una truppa.
Ogni 2 missioni la successiva tappa è una città, dove in cambio d'oro si possono comprare oggetti magici, potenziare e riorganizzare le truppe e rifocillarsi.
Nel gioco si possono anche usare dei soldati mercenari provenienti da altre razze come nani, giganti, orchi ed elfi oscuri (questi ultimi due saranno popoli giocabili nell'espansione).
Prima di ogni battaglia si deve decidere quali truppe, eroi e macchine utilizzare (ciò costringe a sceglierli tra quelli in possesso). In battaglia, prima del combattimento vero e proprio, si possono schierare le truppe a proprio piacimento. Durante il combattimento, si può
decidere se sfidare l'eroe nemico in un duello, e ucciderlo equivale a far perdere il morale a tutto l'esercito nemico

## Unità

### Impero
- Conte Elettore: Il comandante supremo. Può cavalcare anche un grifone ed ha un notevole abilità nel duello.
- Capitano: Sottufficiale del conte elettore, più debole e non può salire su un grifone.
- Prete Guerriero: Potente comandante-mago armato di martello da guerra con alto valore di comando.
- Mago/Arcimago Splendente: Mago con poteri del fuoco utile nel danneggiare il nemico.
- Mago/Arcimago di Giada: Mago dai poteri naturalistici con incantesimi di supporto.
- Spadaccini: Fanteria base, resistente per assorbire la carica della fanteria nemica.
- Alabardieri: Fanteria anti-cavalleria e specializzata contro le unità enormi (rattogri, giganti).
- Guardie di Palazzo: Fanteria pesante d'élite lenta ma pesantemente corazzata ed armata di Zweihänder
- Flagellanti: Unità appiedate di fanatici, male corazzati ed armati con flagelli e mazze ma dall'incrollabile morale.
- Archibugieri: Tiratori appiedati, possono perforare le corazze più pesanti.
- Arcieri: Tiratori dalla breve gittata che rimangono invisibili fintanto che non attaccano.
- Pistolieri: Tiratori a cavallo, corta gittata e alta mobilità.
- Ordini cavallereschi: Cavalleria pesante per sfondamento, ne esistono 3 ordini: Guardia del Reik, Templari della Pantera, Templari del Sole Splendente.
- Cannone Tuono d'Inferno: simile ad un grosso cannone ad organo a nove canne che può devastare interi ranghi di fanteria. Ha breve gittata ed alte probabilità di scoppiare o incepparsi.
- Grande Cannone: Arma d'artiglieria che spara a lunghissima gittata, è valido contro tutti i tipi di unità.

### Alti Elfi
- Principe: Comandante delle forze elfiche, ha alto valore di comando e può montare un cavallo o un drago.
- Comandante: luogotenente, può combattere in sella ad un cavallo.
- Alto Mago/Arcimago: Il più potente mago.
- Mago/Arcimago Illuminato: Mago minore con abilità di guarigione.
- Lancieri: Fanteria leggera con lance e grossi scudi, specializzati contro unità giganti. Possono compattarsi ulteriormente per aumentare la resistenza a discapito della velocità di movimento.
- Arcieri: Tiratori a lunga gittata, possono incendiare le frecce causando danni al morale.
- Elmi d'Argento: Cavalleria pesante.
- Guerrieri d'Ombra: Tiratori scelti che possono rendersi invisibili.
- Maestri di Spada di Hoeth: Fanteria d'elite, armati di spada a due mani e pesantemente corazzati.
- Predoni di Ellyrion: Arcieri a cavallo.
- Grande Aquila: Unità volante.
- Drago: Enorme bestia volante che terrorizza i nemici, è resistente ed in grado di sputare fuoco.
- Multibalista: Balista con ampio raggio, potente e bassissimo rischio di avaria.

### Caos
- Principe Demone: Il comandante supremo, l'unità individuale più forte del gioco.
- Stregone Indiviso: Potente mago che infligge gravi danni alle unità nemiche.
- Aspirante/Esaltato Campione Indiviso: comandante umano mercenario delle creature del Caos.
- Aspirante/Esaltato Stregone di Nurgle: Oracoli del Dio Nurgle, orrendi e terrorizzanti.
- Aspirante/Esaltato Campione di Nurgle: Eroe al servizio di Nurgle, sono guerrieri potenti quanto spaventosi.
- Aspirante/Esaltato Campione di Khorne: Potentissimo campione guerriero al servizio del Dio del Caos Khorne, che gli dona forza estrema in combattimento.
- Predoni: Fanteria leggera debole ma numerosa.
- Predoni Lanciatori di Asce: Predoni che scagliano asce, con poca gittata ma ingenti danni.
- Guerrieri del Caos: Fanteria pesante, molto forte e pesantemente armata.
- Cavalieri del Caos: Cavalleria pesante, con armature molto resistenti.
- Furie del Caos: Unità volanti poco resistenti e molto dannose.
- Mastini da Guerra del Caos: Cani infernali molto numerosi ma non molto forti.
- Progenie del Caos: Ex-campione del caos ora mutato in un mostro, molto forte sia da distanza che nel corpo a corpo.
- Sanguinari di Khorne: Grandi demoni molto potenti e resistenti ma vulnerabili alla magia.
- Untori di Nurgle: Bestie con potentissimo attacco, rallentano i nemici ma sono poco resistenti.
- Cannone infernale: Un cannone di enorme potenza, con lunghissima gittata ma tremendamente impreciso e facilmente inceppabile.

### Skaven
- Signore della Guerra: Apice della gerarchia degli Skaven.
- CapoClan: Ottimo comandante e generale delle schiere di Skaven.
- Veggente Grigio: Intermediario del Ratto Cornuto, abile mago e generale.
- Stregoni Ingegneri: Maghi potenti e tecnologici.
- Assassino: Comandante ratto della abilità di mimetizzazione perfette, letale e silenzioso.
- Ratti del Clan: Spadaccini molto deboli ma numerosissimi.
- Ratti d'Assalto: Abili picchieri ben addestrati, guardie dei Veggenti Grigi.
- Ratti dei Vicoli: Unità da mischia potenti e versatili, capaci di portarsi molto rapidamente dietro le linee nemiche grazie a tunnel che possono scavare, eliminando rapidamente così le retrovie nemiche.
- Globardieri del Vento Venefico: "Tiratori" che usano un terribile fumo tossico.
- Incensieri della Peste: Adoratori della malattia, armati con pesanti mazze piene d'incenso di warpietra.
- Ratti Giganti: Ratti a dimensioni di lupi.
- Rattogre: Immenso ratto dalla potenza sovraumana e grande ferocia.
- Jezzail Warp: Squadra di ratti armati con un fucile dalla media gittata che spara proiettili di warpietra.
- Gettafiamme Warp: Duo di ratti armati di lanciafiamme che vomita fuoco verde sui nemici.
- Cannone a fulmine Warp: L'artiglieria più potente del gioco, combina una buona gittata e un'ottima potenza nonostante la lentezza.

## Accoglienza e critica
Il gioco ottenne consensi contraddittori: GameSpy e Xbox magazine gli attribuirono voti molto scarsi, mentre IGN, PC Gamer, GameRankings e Metacritic lo premiarono con "voti" altissimi. Il gioco fu criticato per l'eccessiva linearità dello svolgimento della campagna e per la lentezza dei caricamenti in multiplayer, oltre alla scarsa fedeltà al gioco da tavolo originale. La campagna in cooperativa non fu pubblicata

## Mark of Chaos: Battle March
Nel 2008 la Namco ha prodotto un'espansione per PC di nome Battle March. Questa espansione introduce le due nuove razze di Orchi e Goblin e degli Elfi Oscuri e rende disponibile una nuova campagna.